# Pęcław
Pęcław es un municipio rural y una localidad del distrito de Głogów, en el voivodato de Baja Silesia (Polonia).

## Geografía
La localidad de Pęcław se encuentra en el suroeste de Polonia, a unos 12 km al este de Głogów, la capital del distrito, y a unos 80 al noroeste de Breslavia, la capital del voivodato. El municipio limita con otros cinco —Głogów, Grębocice, Niechlów, Rudna y Szlichtyngowa— y tiene una superficie de 64,27 km² que abarca, además de la localidad de Pęcław, a Białołęka, Borków, Droglowice, Golkowice, Kaczyce, Kotowice, Leszkowice, Mileszyn, Piersna, Turów, Wierzchownia, Wietszyce y Wojszyn.

## Demografía
En 2011, según la Oficina Central de Estadística polaca, el municipio tenía una población de 2301 habitantes y una densidad poblacional de 36 hab/km².